# Asura ruptifascia
Asura ruptifascia är en fjärilsart som beskrevs av George Francis Hampson 1893. Asura ruptifascia ingår i släktet Asura och familjen björnspinnare. Inga underarter finns listade i Catalogue of Life.